# Lepanthes constanzae
Lepanthes constanzae är en orkidéart som beskrevs av Ignatz Urban. Lepanthes constanzae ingår i släktet Lepanthes och familjen orkidéer. Inga underarter finns listade i Catalogue of Life.